# آمرسفورت
شهر آمرسفورت (به هلندی: Amersfoort) دومین شهر بزرگ در استان اوترخت در کشور هلند است. جمعیت این شهر ۱۴۱٫۲۰۲ نفر  است.